# Unión Nacional Odriista
La Unión Nacional Odriista (UNO) fue un partido político peruano fundado en 1961 por el general Manuel Odría, presidente del Perú entre 1948 y 1956. Julio de la Piedra fue uno de sus principales líderes. Tras el golpe de Estado de Juan Velasco Alvarado en 1968 el partido desapareció.
Se destacó por ser aliado del Partido Aprista Peruano en contra del gobierno de Fernando Belaúnde, a pesar de haber perseguido Odría a los apristas durante su gobierno.
Una de las últimas cosas que hizo Manuel Arturo Odría con su partido, fue lanzar a María Delgado de Odría como candidata a la alcaldía de Lima en 1963, no siendo elegida. Aunque obtuvo más de un cuarto de millón de votos, quedando en segundo lugar.
La Unión Nacional Odriísta participó por última vez en procesos electorales durante los comicios de 1990, en los que postuló a Dora Narrea de Castillo como candidata presidencial, quien obtuvo el 0.3% de los votos válidos.

## Desarrollo
El partido tuvo sus orígenes en el régimen militar de Odría, que terminó en 1956 cuando abandonó el país. La popularidad de Odría creció después de que dejó el cargo, en gran parte debido al alto nivel de obras públicas que había traído su administración. Sin embargo, sus políticas de gasto habían dejado un alto nivel de deuda pública y le tocó al gobierno de Manuel Prado Ugarteche hacer frente con este. El resultado fue la creación del mito de que el gobierno de Odría había sido de prosperidad en contraste con el de Prado (aunque muchos de los problemas se debieron a la caída de la demanda de materias primas tras el final de la guerra de Corea). Como consecuencia, Odría pudo regresar y establecer UNO en 1961, y el partido se convirtió rápidamente en el tercero más grande del país detrás de la Alianza Popular Revolucionaria Americana y Acción Popular.
Aunque dominado por su líder, el partido tenía una estructura más amplia que incluía un ejecutivo nacional, un comité consultivo y una serie de comités locales y de área. Julio de la Piedra fue la figura principal detrás de Odría, sirviendo como presidente del partido así como su líder en la Cámara de Diputados.

## Soporte
En las elecciones, el apoyo a UNO provino principalmente de tres fuentes. Éstas eran:
- Habitantes de las barriadas, particularmente en Lima, donde Odría encabezó las encuestas en las elecciones generales de Perú anuladas de 1962. Obtuvo un puntaje muy alto en áreas de la ciudad tradicionalmente de izquierda, como La Victoria.
- La UNO generalmente quedó en tercer lugar en las regiones del país, excepto en la Región Piura, la Región Tacna y la Región Callao. Estas áreas habían sido los principales beneficiarios de los planes de inversión durante el gobierno de Odría (en particular los planes de riego) y, como tal, su apoyo se mantuvo.
- Simpatizantes del Partido Restaurador del Perú, el nombre que se le dio al partido oficial del estado que Odría había creado en 1948. Esto incluía a personas clave que había colocado en los sindicatos y grupos de clase media, así como poblaciones pobres que habían recibidio empleo y atención médica.

## Programa
El partido representaba la extrema derecha de la política en Perú. Sin embargo, aunque tenía algunos principios muy conservadores, en particular relacionados con el estatus especial de la Iglesia católica y el capitalismo inversor, siguió la línea de los principales partidos en lo que respecta al desarrollo y la justicia social. El mismo Odría denominaba la ideología de su partido como «socialismo de derechas». El partido ha sido crítico de la democracia y ha apoyado el autoritarismo, sintiendo que el sistema de partidos competitivo condujo a la ineficiencia y evitó que se tomaran decisiones importantes.  Sin embargo, sobre todo, la fuerza impulsora detrás de la UNO fue el culto a la personalidad construido en torno a Odría y los logros de su gobierno.

## Resultados electorales

### Elecciones presidenciales
|  | 28.4 % |

|  | 25.5 % |

|  | 0.44 % |

|  | 0.27 % |

### Elecciones parlamentarias
|  | 20.00 % |

|  | 17.74 % |

|  | 24.02 % |

|  | 23.98 % |

|  | 0.62 % |

|  | 0.83 % |

|  | 0.30 % |

|  | 0.20 % |

### Elecciones regionales y municipales
| Año  | Gobiernos Regionales                | Alcaldías Provinciales              | Alcaldías Distritales               |
| Año  | Representantes                      | Representantes                      | Representantes                      |
| ---- | ----------------------------------- | ----------------------------------- | ----------------------------------- |
| 1963 |                                     | 63/196                              | 561/1874                            |
| 1966 | 60/196                              | 613/1874                            |                                     |
| 1980 | 1/196                               | 3/1874                              |                                     |
| 1983 | 0/196                               | 0/1874                              |                                     |
| 1986 | No participaron en estas elecciones | No participaron en estas elecciones | No participaron en estas elecciones |
| 1989 |                                     | 0/196                               | 0/1874                              |

## Desaparición y regreso
El golpe de 1968 que llevó al poder a Juan Velasco Alvarado también vio a la UNO desaparecer de la escena política. Mientras tanto, De la Piedra se separó y formó el Partido Nacionalista Socialdemócrata el mismo año.
El nombre de UNO fue revivido por primera vez en las elecciones municipales de Lima de 1989, cuando eligieron al empresario de panetones nacido en Italia Angelo Rovegno como candidato a alcalde de Lima; él y otros perdieron ante Ricardo Belmont Cassinelli. En las elecciones generales de Perú de 1990, la abogada Dora Narrea de Castillo se postuló con el nombre del partido, siendo la primera mujer en postularse para la presidencia de Perú. Sin embargo, para entonces Odría había muerto hacía mucho tiempo y su gobierno era un recuerdo lejano, por lo que solo el 0,3% de los votos se aseguró en una elección que llevó a Alberto Fujimori al poder. Enrique Odría Sotomayor, su sobrino, ha registrado "Alternancia Perú UNO" como partido político.